# ZjBI

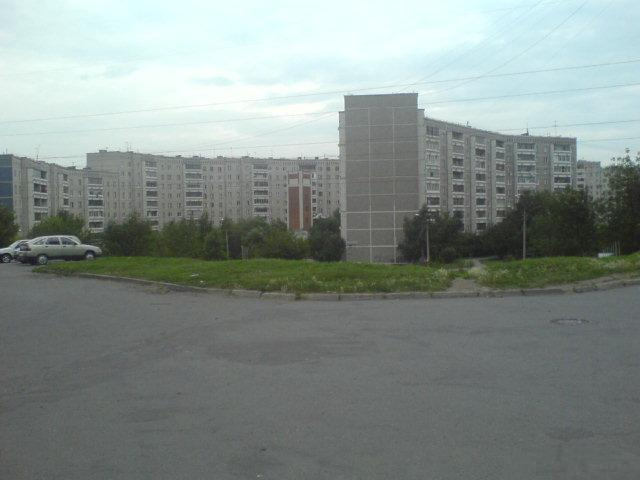
Gebouwen met negen etages in Novy ZjBI

ZjBI (Russisch: ЖБИ; afkorting van железобетонные изделия; Zjelezobetonnye izdelnja; "gewapend-betonbouwelement") is een stedelijk gebied in het oosten van de Russische stad Jekaterinenburg, gelegen in het district Kirovski. Het woongebied ligt tussen de straten oelitsa Novgorodtsevoj, oelitsa 40-let VLKSM en oelitsa Vysotskogo.
Ten oosten van ZjBI ligt het microdistrict Vtoezgorodok, ten zuidwesten Sinieje Kamni, ten oosten het meertje Maly Sjartasj en ten noordoosten het dorpje Peski met ten noorden daarvan het Sjartasjmeer. Ten noorden van de oelitsa Vysotskogo liggen de natuurlijke heuvels Kamennye palatki, waaromheen zich een stadspark bevindt dat grenst aan het Sjartasjmeer en waar zich enkele recreatieve voorzieningen bevinden (botenverhuur en kunstgalerie).
Het gebied vormt vooral een slaapwijk en ligt geïsoleerd van de rest van de stad door de rondweg. Alle basisfuncties bevinden zich dan ook in de wijk zelf, die is opgedeeld is twee regio's:
- Stary ZjBI ("Oud-ZjBI"): in de buurt van de ZjBI-fabriek rond de oelitsa Panelnaja, oelitsa 40-let VLKSM en de oelitsa Betonsjtsjikov. Dit deel bestaat voornamelijk uit chroesjtsjovka's en breznjevka's (flatgebouwen uit de Chroesjtsjov-Brezjnevperiode met vijf etages). De bebouwing werd hier vooral in de jaren 60 gerealiseerd.
- Novy ZjBI ("Nieuw-ZjBI") of Komsomolski: een nieuwer microdistrict rond de oelitsa's Vysotskogo, Syromolotova, Novgorodtsevoj, Rassvetnaja en Sirenevy boelvar. Dit deel wordt gedomineerd door gebouwen met negen en zestien etages uit vooral de jaren 80 (type 'verbeterde indeling'). Aan de Sirenevy boelvar bevinden zich 'pentagon'-type gebouwen uit de jaren 60-'70.

In recentere jaren worden in het woongebied veel nieuwe huizen gebouwd, die vooral door de rijkere bovenlaag worden gekocht. De gebouwen in het woongebied zijn voor een deel in de vorm van twee halfronde bogen tegenover elkaar geplaatst, zodat de binnenplaats ertussen beschut is tegen de wind; een bouwvorm die veel wordt toegepast in Rusland.

## Vervoer
De wijk is verbonden met de rest van de stad door middel van buslijnen, tramlijnen en marsjroetkadiensten en heeft ook een taxistandplaats. In het verleden was ook een metrostation gepland bij Kamennyje palatki, maar in de huidige plannen voor deze metrolijn zal een eventuele toekomstige metrolijn alleen tot aan Vtoezgorodok reiken.

## Voorzieningen
In het stedelijk gebied bevinden zich zeven scholen, een medische hogeschool (kolledzj), een polikliniek, kinderziekenhuis, een aantal apotheken, een aantal tandartspraktijken en andere medische instellingen. Ook bevinden zich er een aantal supermarkten en andere retailvoorzieningen, het winkelcentrum 'Sibirski Trakt' en een filiaal van Metro Cash and Carry (hypermarkt van de METRO Group).